# Сєчеваць
Сєчеваць (хорв. Sječevac) — населений пункт у Хорватії, в Загребській жупанії у складі міста Самобор.

## Населення
Населення за даними перепису 2011 року становило 14 осіб.
Динаміка чисельності населення поселення:

## Клімат
Середня річна температура становить 8,68 °C, середня максимальна – 21,88 °C, а середня мінімальна – -6,33 °C. Середня річна кількість опадів – 1212 мм.
| Клімат поселення                              | Клімат поселення | Клімат поселення | Клімат поселення | Клімат поселення | Клімат поселення | Клімат поселення | Клімат поселення | Клімат поселення | Клімат поселення | Клімат поселення | Клімат поселення | Клімат поселення | Клімат поселення |
| Показник                                      | Січ.             | Лют.             | Бер.             | Квіт.            | Трав.            | Черв.            | Лип.             | Серп.            | Вер.             | Жовт.            | Лист.            | Груд.            |                  |
| Середній максимум, °C                         | 5,12             | 6,37             | 9,97             | 13,84            | 18,68            | 21,88            | 21,26            | 20,84            | 17,17            | 12,28            | 6,94             | 3,47             |                  |
| Середня температура, °C                       | −0,6             | 0,64             | 4,24             | 8,10             | 12,96            | 16,16            | 18,04            | 17,64            | 13,97            | 9,07             | 3,72             | 0,26             |                  |
| Середній мінімум, °C                          | −6,33            | −5,1             | −1,48            | 2,38             | 7,22             | 10,43            | 14,85            | 14,44            | 10,76            | 5,85             | 0,51             | −2,94            |                  |
| Норма опадів, мм                              | 59               | 66               | 85               | 99               | 103              | 131              | 111              | 116              | 116              | 116              | 119              | 91               |                  |
| Середньомісячна швидкість вітру, м/с          | 1.82             | 1.93             | 2.28             | 2.23             | 2.14             | 1.89             | 1.80             | 1.74             | 1.68             | 1.83             | 1.94             | 1.92             |                  |
| Середньомісячна сонячна радіація, кДж/м²·день | 4235             | 6932             | 10395            | 14628            | 18545            | 20340            | 21204            | 18281            | 13600            | 8714             | 4681             | 3473             |                  |
| --------------------------------------------- | ---------------- | ---------------- | ---------------- | ---------------- | ---------------- | ---------------- | ---------------- | ---------------- | ---------------- | ---------------- | ---------------- | ---------------- | ---------------- |
| Джерело:                                      |                  |                  |                  |                  |                  |                  |                  |                  |                  |                  |                  |                  |                  |